# タルワー級フリゲート
タルワー級フリゲート (タルワーきゅうフリゲート、英語: Talwar-class frigate) は、インド海軍のフリゲートの艦級。ロシア国境軍が運用していた1135.1型国境警備艦（クリヴァクIII型）をもとに全面的な改設計を加えたもので、ロシアの設計番号としては1135.6型と称される。2003年から2004年に就役した前期建造艦をタルワーI級、2012年から2013年に就役した後期建造艦をタルワーII級と区別したり、2024年以降の建造艦をトゥシル級と区別することもある。

## 設計
上記の通り、本級の設計は1135.1型国境警備艦（クリヴァクIII型）をもとに、部分的にステルス艦化を図るとともに防空艦化を図ったものであり、1135型警備艦の系譜に属することから、1135.6型あるいは11356型と称される。船型も、長船首楼型を踏襲している。
主機関も1135.1型のものが踏襲されており、巡航機としてUGT-6000（DS-71）ガスタービン、加速機としてUGT-16000（DT-59）ガスタービンエンジンを組み合わせたCOGAG機関を2セット搭載する。総出力は55,284馬力といわれている。推進器は固定ピッチ・プロペラであり、最大回転数は300 rpmである。なおこのCOGAG機関は、減速機まで含めたシステムとしてM7N1と称される。
電源としては、バルチラ-カミンズGTA50-G3ディーゼルエンジンを原動機とする発電機4基を搭載しており、総出力3,200キロワットを確保した。

## 装備

### C4ISR
戦術情報処理装置としては、ロシア製のトレーボヴァニェ-E（Trebovaniye-E; 「要求」の意味） を搭載する。ロシア本国向けのトレーボヴァニェ-Mでは256の目標を同時に扱うことができるが、本級の搭載するトレーボヴァニェ-Eは輸出向けのダウングレード版であるため、同時に処理できる目標の数は24に減らされている。
主センサーとしては、1135.1型や15型駆逐艦（デリー級）と同系列の3次元レーダーであるフレガートM2EMが採用された。これを補完する低空警戒レーダーとして、MR-352「ポジティブE」も搭載されている。また艦対艦ミサイルの測的用を兼ねた対水上捜索レーダーとしてガルプンBも搭載された。
ソナーとしては、国産の中周波ソナーであるHUMSAをバウ・ドームに収容して搭載した。
なお電子戦装置としては、ASOR（TK-25E-5）電波探知妨害装置を艦橋両舷に搭載している。

### 武器システム
1135.1型からの最大の変更点が艦隊防空ミサイル・システムの搭載で、当時建造が進められていた15型駆逐艦（デリー級）と同系列のシュチーリ・システムが搭載された。ただし同級がミサイル単装発射機を2基、火器管制レーダーを6基備えていたのに対し、本級では、ミサイル単装発射機は1基、火器管制レーダーも4基と、いずれも縮小構成とされている。なお本システムのシステムインテグレートには困難が伴い、就役遅延の一因となった。
もう一つの大きな変更点が艦対艦ミサイルで、前期建造艦ではロシア製の3M-54E「クラブ-N」（SS-N-27）、後期建造艦ではロシアとインドが共同開発したブラモスを搭載する。これらはいずれも8連装のVLSに収容されて搭載される。
対潜兵器はおおむね1135.1型を踏襲しており、RBU-6000 12連装対潜ロケット砲を艦橋構造物直前右舷寄りに、さらにPTA-53 533mm連装魚雷発射管を艦中部両舷に搭載する。このうち魚雷発射管は、対潜用のSET-65E魚雷とともに、対艦用の53-65の運用にも対応しており、対艦兵器としての性格もある。
近接防空用には、前期建造艦ではカシュタン複合CIWSを備えている。これはコールチク (CADS-N-1) の輸出モデルであり、GSh-6-30 30mmガトリング砲2門と9M311K（SA-N-11「グリソン」）近接防空ミサイルを組み合わせたものであった。後期建造艦（タルワーII級）では、カシュタンに代わってAK-630M 30mmガトリング砲を搭載している。
艦砲としてはA-190E 100mm単装砲を艦首に1基備える。これは1135.1型や15型で搭載されたAK-100の改良型である。ただし、ロシア海軍が採用しているA-190の砲塔はステルス化されているが、タルワー級に搭載されている砲塔はステルス化されていない。艦橋構造物頂部の5P-10E「ピューマ」の射撃指揮を受けている。

### 艦載機
本級は、1機の中型ヘリコプターを収容・運用できる格納庫とヘリコプター甲板を有する。ヘリコプターの機種は、ロシア製のKa-28哨戒ヘリコプター、またはインド国産のHAL ドゥルーブである。また、早期警戒機であるKa-31の搭載も考慮されている。航空管制所は格納庫の左舷側にある。

## 同型艦

### 一覧表
| 艦番号 | 艦名                   | 起工            | 進水            | 就役           | 備考 |
| ------ | ---------------------- | --------------- | --------------- | -------------- | --- |
| F-40   | タルワー INS Talwar    | 1999年 3月10日  | 2000年 3月12日  | 2003年 6月18日 | ロシア軍艦としての艦名は「ドゾルヌイ」（«Дозорный»） |
| F-43   | トリシュル INS Trishul | 1999年 9月24日  | 2000年 11月24日 | 2003年 6月25日 | ロシア軍艦としての艦名は「ウダールヌイ」（«Ударный»） |
| F-44   | タバール INS Tabar     | 2000年 5月26日  | 2001年 5月25日  | 2004年 4月19日 | ロシア軍艦としての艦名はSKR-23号（СКР-23） |
| F-45   | テグ INS Teg           | 2007年 7月27日  | 2009年 11月27日 | 2012年 4月27日 | |
| F-50   | タルカシュ INS Tarkash | 2007年 11月27日 | 2010年 6月23日  | 2012年 11月9日 | |
| F-51   | トリカンド INS Trikand | 2008年 6月11日  | 2011年 5月25日  | 2013年 6月29日 | |
| F-70   | トゥシル INS Tushil    |                 |                 | 2024年 12月9日 | 元ロシア海軍アドミラル・グリゴロヴィチ級フリゲート4番艦「アドミラル・ブタコフ」で、ロシアのクリミア侵攻に伴いウクライナ製主機が入手不可能になったことから。建造途中でインドが購入した。   |
| F-71   | タマル INS Tamal       |                 | 2022年 2月24日  | 2025年 7月1日  | 元ロシア海軍アドミラル・グリゴロヴィチ級フリゲート5番艦「アドミラル・イストミン」で、ロシアのクリミア侵攻に伴いウクライナ製主機が入手不可能になったことから。建造途中でインドが購入した。 |

### 運用史
まず前期建造艦（タルワーI級）3隻の建造契約が1997年に締結され、1998年7月21日に確認された。また後期建造艦（タルワーII級）3隻の建造も1999年6月に承認され、2006年7月14日に確認された。
サンクトペテルブルク市のバルチースキィ・ザヴォート（バルチック造船所）で建造された1番艦から3番艦は、一時ロシア軍艦籍に入った後、インド海軍に引き渡されている。ただし、これら3隻の建造に当たって、工事の不手際などによる引渡しの遅延などがあったため、3隻の追加発注分については、カリーニングラード市のヤンターリ造船所で建造されることとなった。
2016年10月には新たに契約が結ばれ2隻をロシアが製造し残り2隻を支援の元、インドの造船所が製造することとなった。この4隻もブラモスを装備するとされている。後にロシアで建造する2隻は「アドミラル・ブタコフ」と「アドミラル・イストミン」であることが正式に明かされた。2017年3月22日にインドでの供給と生産のための契約を締結したことが発表された。